# 515
Het jaar 515 is het 15e jaar in de 6e eeuw volgens de christelijke jaartelling.

## Gebeurtenissen

### Klein-Azië
- Keizer Anastasius I verslaat bij Sycae (huidige Turkije) het rebellenleger onder leiding van Vitalianus.

### Europa
- De abdij van Sint-Mauritius (Zwitserland) wordt gesticht door Sigismund van Bourgondië.

## Geboren
- Martinus van Braga, aartsbisschop en heilige (waarschijnlijke datum)